# Адміністративний поділ Сальвадору
Сальвадор поділяється на 14 департаментів, які у свою чергу включають 262 муніципалітети.
Департаменти Сальвадору (в дужках, столиця департаменту):

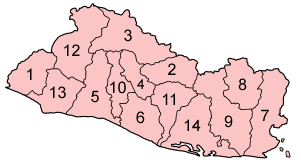
Департаменти Сальвадору

| 1. Ауачапан (Ауачапан) 2. Кабаньяс (Сенсунтепеке) 3. Чалатенанго (Чалатенанго) 4. Кускатлан (Кохутепеке) 5. Ла-Лібертад (Санта-Текла) 6. Ла-Пас (Сакатеколука) 7. Ла-Уніон (Ла-Уніон) | 8.Морасан (Сан-Франциско Готера) 9.Сан-Мігель (Сан-Мігель) 10.Сан-Сальвадор (Сан Сальвадор) 11.Сан-Вісенте (Сан-Вісенте) 12.Санта-Ана (Санта-Ана) 13.Сонсонате (Сонсонате) 14.Усулутан (Усулутан) |  |